# Insuline detemir
Insuline detemir (merknaam Levemir) is een (ultra)langwerkend insulineanalogon. Bij Levemir is een aminozuur verwijderd (threonine) en een vetzuurstaart toegevoegd. Levemir wordt geproduceerd en op de markt gebracht door Novo Nordisk.
Levemir wordt traag in het bloed opgenomen gedurende ongeveer 24 uur, en is gedurende 24 uur werkzaam. Levemir behoort samen met Lantus tot de zogenaamde ultralangwerkende insulinen, welke gedurende een langere periode werkzaam zijn zonder noemenswaardige pieken of dalen. Als zodanig simuleren ze de basale insulineafgifte van een gezond pancreas. Door de vetzuurstaart blijft de insuline langer in het subcutane compartiment aan interstitieel albumine gebonden en ook wordt het in de circulatie gebonden. Levemir heeft een neutrale pH.
Het gebruik van langwerkende insuline zoals Levemir wordt meestal gecombineerd met het gebruik van een kortwerkende insuline voor of tijdens de maaltijden.